# José Moñino y Redondo

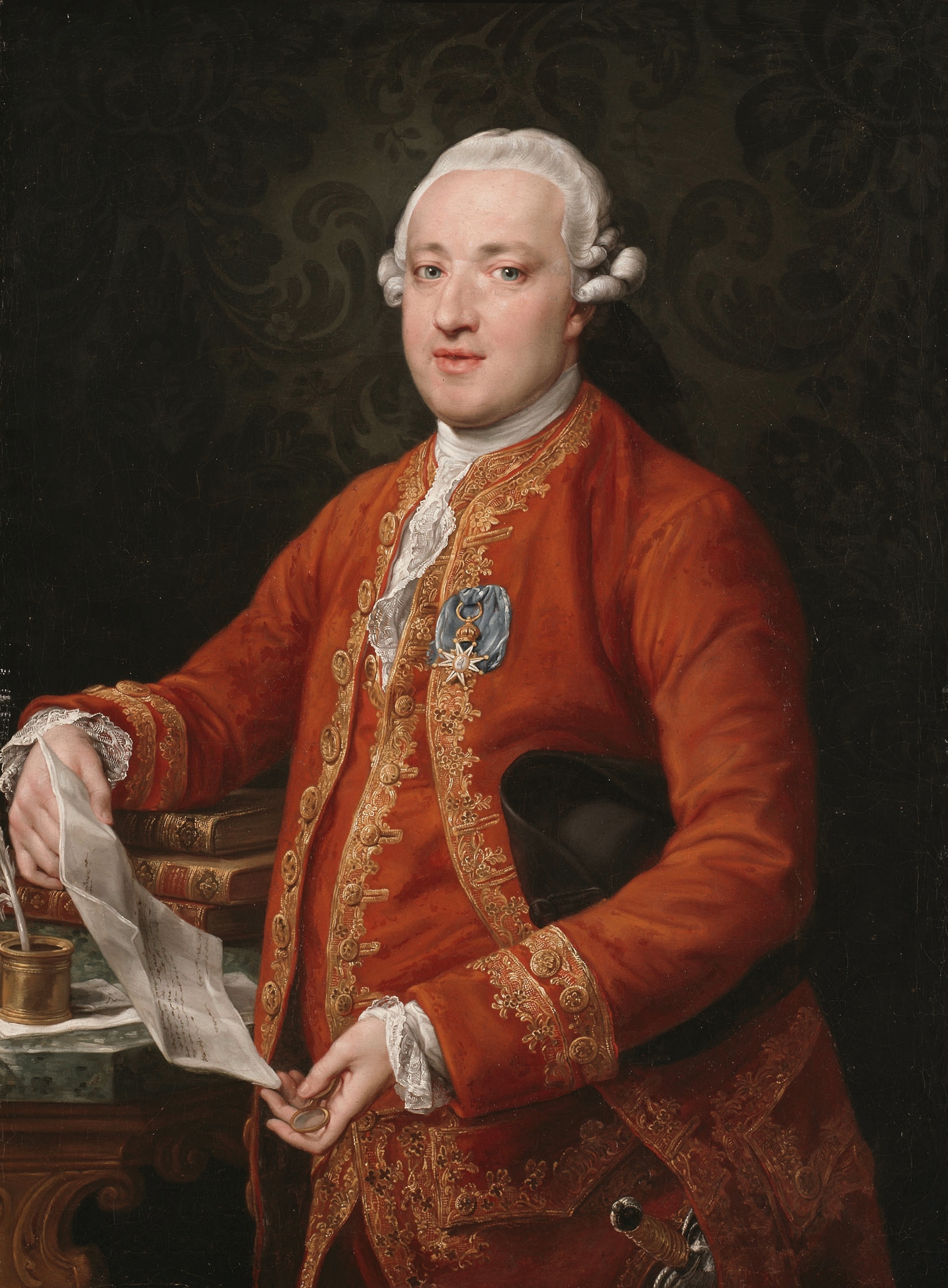
José Moñino, Graf von Floridablanca, gemalt von Pompeo Batoni

José Moñino y Redondo, Graf (spanisch: conde) von Floridablanca (* 21. Oktober 1728 in Murcia; † 28. Dezember oder 30. Dezember 1808 in Sevilla), war ein spanischer Jurist und Staatsmann, der unter den Königen Karl III. und Karl IV. als Ministerpräsident seines Landes amtierte.

## Leben

### Jugend und Ausbildung

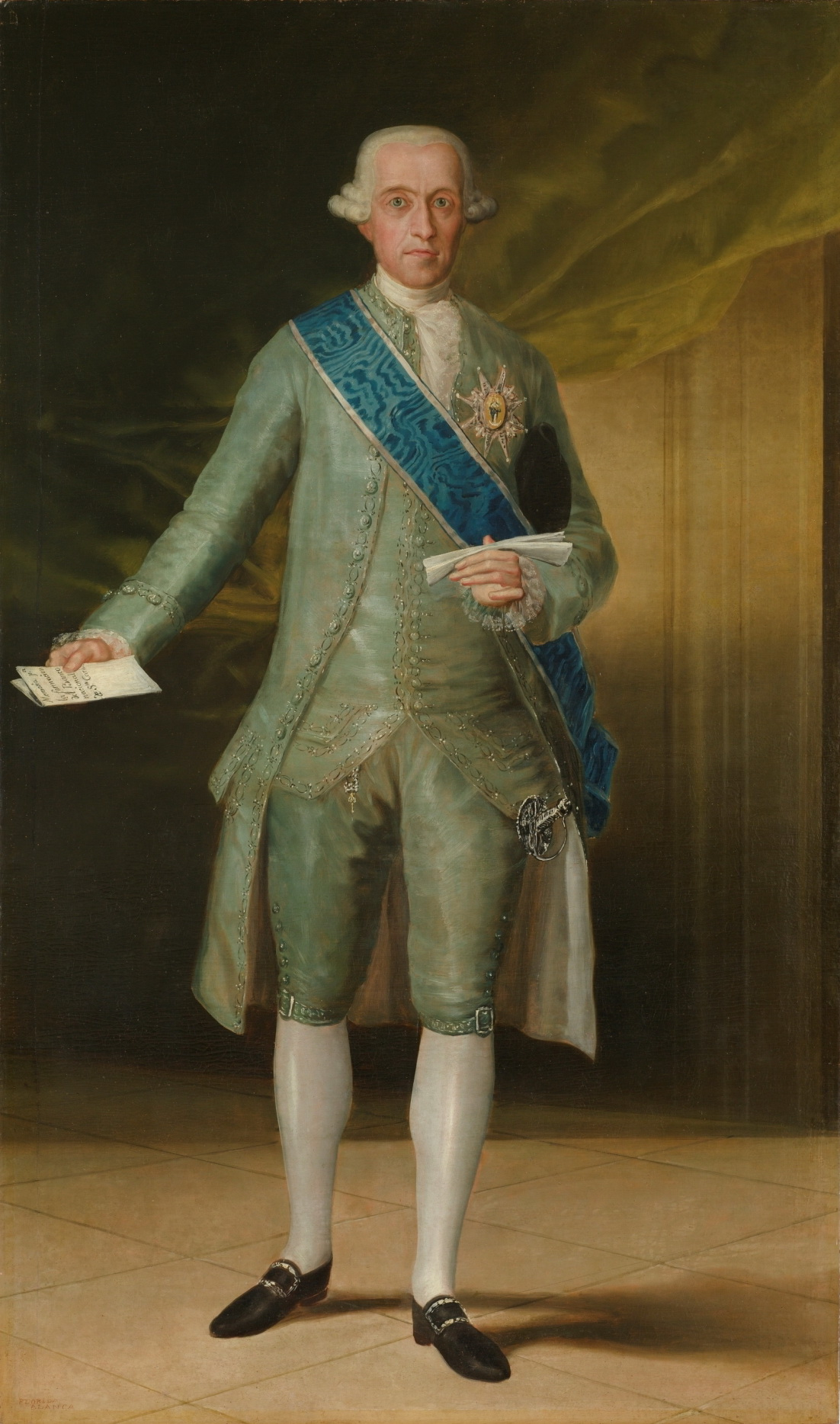
José Moñino, Graf von Floridablanca, gemalt von Goya

José Moñino wurde als Sohn eines Anwalts in Murcia geboren. Er besuchte die Schule in seiner Heimatstadt und studierte dann Rechtswissenschaften an der Universität Salamanca. Zunächst praktizierte er gemeinsam mit seinem Vater als Rechtsanwalt.

### Politische Karriere
Im Auftrag von Leopoldo de Gregorio, Marqués de Esquilache, vertrat er in einigen Fällen erfolgreich die Interessen der Krone. 1766 ernannte man ihn zum Fiscal (Anklagevertreter) von Kastilien.
1767 löste Karl III. den mächtigen Jesuitenorden in Spanien und seinen Kolonien auf. Die Güter der Jesuiten wurden beschlagnahmt, die Ordensbrüder mussten das spanische Hoheitsgebiet verlassen. Um die Auflösung des Ordens voranzutreiben und die Aktionen der spanischen Krone mit den Interessen der Kurie in Einklang zu wissen, sandte der Hof José Moñino 1772 als Botschafter an den Heiligen Stuhl in Rom. Diese Mission erfüllte er im Sinne seiner Auftraggeber (→ Aufhebung des Jesuitenordens durch Papst Clemens XIV.); 1773 erhielt er als Anerkennung den Adelstitel eines Grafen von Floridablanca.

### Amtszeit als Ministerpräsident

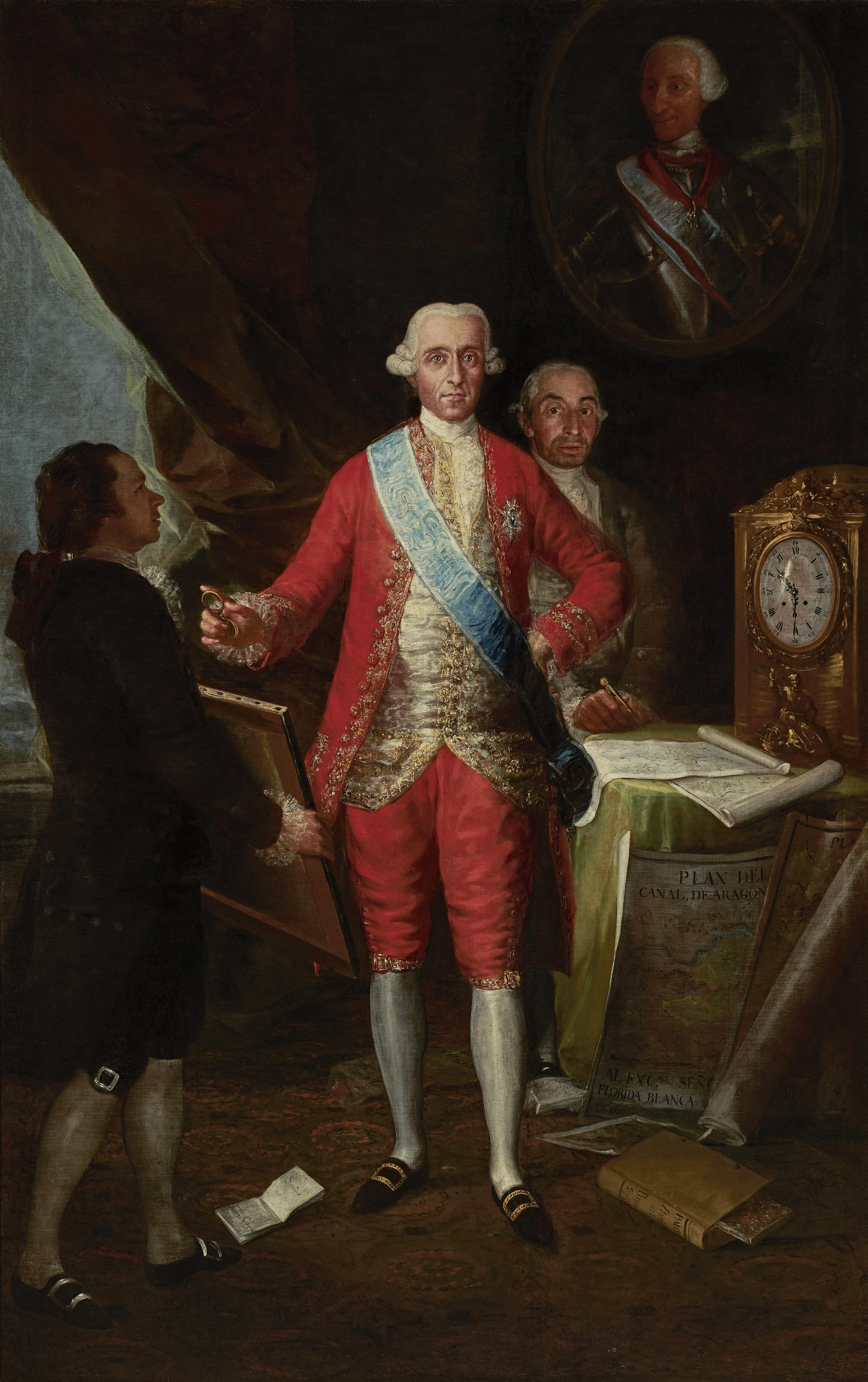
José Moñino, Graf von Floridablanca, gemalt von Goya

Als Ministerpräsident Jerónimo Grimaldi 1776 nach der gescheiterten spanischen Expedition nach Algerien und Uneinigkeit über die spanische Haltung im Amerikanischen Unabhängigkeitskrieg zurücktrat, wählte er Moñino als seinen Nachfolger. Moñino führte zunächst den liberalen Reformkurs seines Vorgängers fort: Er förderte Handelsfreiheit, sowohl in Spanien als auch im Warenverkehr mit den Kolonien und das Bildungswesen, das nach der Vertreibung der Jesuiten brach lag.
In der Außenpolitik versuchte er den Ausgleich mit Portugal und England voranzutreiben und die Wirtschaftskraft der spanischen Kolonien zu verbessern. Spanien unterstützte die Amerikaner in ihrem Kampf um Unabhängigkeit indirekt durch Waffenlieferungen und die Nutzung seiner Häfen. Im Frieden von Paris zählte Spanien 1783 zu den Gewinnern: Die Briten traten die Kolonie Florida wieder ab und gaben Menorca an Spanien zurück; lediglich Gibraltar blieb bis heute zum Missfallen der Spanier unter britischer Hoheit.
1787 führte Moñino ein Regierungskabinett ein, die Junta de Estado, mit der er die Kabinettsdisziplin seiner Fachkollegen erhöhen wollte. Die Fachminister hatten sich wöchentlich zu treffen und mit ihm über wichtige Belange zu beraten. Die Partei der Aragones unter Pedro Abarca, dem Grafen Aranda widersetzte sich, da sie eine zu starke Zentralisierung der Macht fürchteten.

### Zweite Phase unter Karl IV.
Im Dezember 1788 starb Karl III., und sein Sohn übernahm als Karl IV. den spanischen Thron. Moñino blieb Ministerpräsident, aber die neue Königin, Maria Luise von Bourbon-Parma, arbeitete von Anfang daran, ihren Favoriten Manuel de Godoy zu fördern. 1789 änderten sich durch den Ausbruch der Französischen Revolution die Grundzüge von Moñinos Politik schlagartig. Der aufgeklärte Absolutismus, die Liberalität und Reformen wurden durch die Revolution beendet. Moñino sah die Monarchie in ernster Gefahr und verordnete repressive Maßnahmen. Eine strenge Zensur wurde eingeführt und die Inquisition wiederbelebt. Seine Feinde gewannen indes an Einfluss und Macht. 1790 wurde Moñino Opfer eines Attentats, das er aber überlebte.
Im Februar 1792 wurde er abgesetzt. Sein Nachfolger war sein Erzfeind, der Graf Aranda.

### Späte Jahre
Nach Ende seiner Amtszeit ging er in seine Heimatstadt Murcia. Im Juli verhaftete man ihn und setzte ihn in der Festung von Pamplona gefangen. Nach einiger Zeit gestattete man ihm, sich ins Franziskanerkloster von Murcia zurückzuziehen. Dort lebte er bis 1808. Im Jahr 1808 griffen napoleonische Truppen Spanien an und König Karl IV. dankte zugunsten seines Sohnes Ferdinand ab, der aber von den Franzosen im Exil gefangen gehalten wurde. Der royalistische Widerstand in Spanien führte zur Gründung von Juntas, die die rechtmäßige Exekutive gegen die napoleonischen Besatzer aufrechterhalten wollten. In dieser Notlage wählten die Bürger von Murcia den achtzigjährigen Moñino zum Vorsitzenden.
Auch auf nationaler Ebene setzte man auf den ehemaligen Reformer und Royalisten. Moñino wurde in die Junta Suprema General gewählt, die in Sevilla tagte. Moñino reiste dorthin und starb bald darauf Ende Dezember 1808.